# Katrin Wille
Katrin Wille (* 6. Dezember 1971 in Göttingen) ist eine deutsche Philosophin.

## Werdegang
Sie studierte Philosophie, Geschichte, evangelische Theologie und Volkswirtschaftslehre in Münster und München (MA, Philosophie (Geschichte, Ev. Theologie) München 1996/Promotion, Philosophie (Geschichte, Ev. Theologie) München 2000). Von 2000 bis 2002 arbeitete sie freiberuflich als systemische Beraterin und Therapeutin in München, Wien, Mailand. Schwerpunkt der Beratungen: Frauen im Berufsleben. Von 2006 bis 2013 war sie Akademische Rätin auf Zeit am Institut für Philosophie der Philipps-Universität Marburg. Seit 2014 ist sie Wissenschaftliche Mitarbeiterin am Institut für Philosophie der Universität Hildesheim. Nach der Habilitation 2017 und Venia Legendi für das Fach Philosophie, Universität Jena lehrt sie seit Juli 2019 als außerplanmäßige Professorin für Philosophie am Institut für Philosophie in Hildesheim.

## Schriften (Auswahl)
- als Herausgeberin mit Tatjana Schönwälder-Kuntze, Sabine Heel und Claudia Wendel: Störfall Gender. Grenzdiskussionen in und zwischen den Wissenschaften. Wiesbaden 2003, ISBN 3-531-14079-5.
- mit Tatjana Schönwälder und Thomas Hölscher: George Spencer Brown. Eine Einführung in die „Laws of form“. Wiesbaden 2004, ISBN 3-531-14082-5.
- Die Praxis des Unterscheidens. Historische und systematische Perspektiven. München 2018, ISBN 3-495-48988-6.
- als Herausgeberin mit Thomas Kisser: Spinozismus als Modell. Deleuze und Spinoza. Paderborn 2019, ISBN 3-7705-6431-6.